# Jacques Tati
Jacques Tati, właściwie Jacques Tatischeff, Jakow Tatiszczew (ur. 9 października 1907 w Le Pecq, zm. 4 listopada 1982 w Paryżu) – francuski aktor, reżyser i scenarzysta.
Pochodził z arystokratycznej rodziny Tatiszczewów, rosyjskich emigrantów. Karierę rozpoczynał jako sportowiec, grając m.in. zawodowo w rugby i tenisa, później związał się ze sceną musicalową, inscenizował własne przedstawienia, uczestniczył w realizacjach innych twórców. Dał się poznać jako bohater krótkich filmów komediowych, reżyserowanych przez René Claira.

## Cechy twórczości
Choć nie tworzył filmów niemych, dialog odgrywał w nich marginalną rolę. Żart inscenizacyjny, humor sytuacyjny i charakterystyczna postać kreowana przez Tatiego we własnych filmach, w powszechnym odbiorze uczyniły go kontynuatorem sztuki Bustera Keatona czy Maxa Lindera. Tworząc komedie starał się zawrzeć w nich refleksję dotyczącą umiejscowienia człowieka współczesnego w świecie i względem innych ludzi.
Do swych filmów sam pisał scenariusze, sam je produkował, reżyserował i odtwarzał w nich główną rolę. Obdarzony nieprzeciętnie wysokim wzrostem, Tati zwykle w nich chodzi przygarbiony, w charakterystycznym, przykrótkim płaszczu, ze śmiesznym kapelusikiem na głowie i fajką w zębach. Nie gra twarzą, lecz całą swoją sylwetką. Gag jako taki nie miał w jego filmach charakteru czysto nonsensownej konstrukcji, podobnie jak np. u braci Marx. W nieporadności postaci, nieprzewidywalności ruchów nie ma nic z klownady czy farsy, zastępuje je komiczne tło akcji. Bardzo często (co jest swoistym novum) gagi nie wynikają z bezpośredniego sprawstwa głównego bohatera, gdyż przyczyną ich bywa także działanie innych postaci.
Jego filmy przemawiają wysmakowaną kompozycją wizualną, dopracowanymi w najdrobniejszych szczegółach wielopiętrowymi gagami sytuacyjnymi – nigdy jednak nie odwołującymi się do rubasznego, jarmarcznego humoru. Bohater Tatiego – czy to pan Hulot, czy listonosz François (Dzień świąteczny) – to osamotniony człowiek zarówno wzbudzający sympatię, jak i skłaniający do refleksji. W jego filmach często pojawia się audiowizualna deformacja, gdy jedne odgłosy zostają zastąpione przez inne, albo jedne rzeczy „udają” drugie; martwe przedmioty czasem nabierają pozorów życia, często zupełnie niezauważalnych dla człowieka.
Zachowując do końca niezależność finansową, Tati poniósł klęskę przy produkcji swojego przedostatniego ukończonego pełnometrażowego filmu Playtime, realizowanego w nowatorskiej wtedy technice 70 mm stereo.

## Filmografia

### Reżyseria
- 1949: Dzień świąteczny (Jour de fête)
- 1953: Wakacje pana Hulot (Les vacances de monsieur Hulot)
- 1958: Mój wujaszek (Mon oncle)
- 1967: Playtime
- 1970: Pan Hulot wśród samochodów (Trafic)
- 1974: Parada (Parade)

## Nagrody
- Cezar 1977 Nagroda Honorowa
- Nagroda na MFF w Cannes Nagroda Specjalna Jury: 1958 Mój wujaszek